# 2023 en Afghanistan
Chronologie de l'Afghanistan
- 2019
- 2020
- 2021
- 2022
- 2023
- 2024
- 2025
- 2026
- 2027

Cet article présente les faits marquants de l'année 2023 en Afghanistan.

## Évènements
- 1er janvier : attentat à l'aéroport de Kaboul.
- 11 janvier : un attentat-suicide à Kaboul fait au moins cinq morts[1].
- 21 mars : un tremblement de terre en Afghanistan et au Pakistan tue au moins 30 personnes et en blesse plus de 380 autres[2].
- 8 juin : attentat à la bombe à Fayzabad.
- 7 octobre : deux tremblements de terre font plus de 1 000 morts à Herat.